# Білецький Мирослав Золтанович
Мирослав Золтанович Білецький (нар. 11 січня 1976, Рокосово, Хустський район) — український політик. Голова Закарпатської обласної державної адміністрації, згідно з Указом Президента від 8 листопада 2024 року. Тимчасово виконувач обов`язків голови Закарпатської обласної державної адміністрації з 9 вересня 2024 року, згідно Указу Президента. Депутат Закарпатської обласної ради VI (2010—2015), VII (2015—2020) та VIII (2020—2025) скликань.

## Біографія
Народився 11 січня 1976 року у селі Рокосово Хустського району Закарпатської області. Закінчив Національний університет «Львівська політехніка» за спеціальністю «Економіка підприємства», кваліфікація — інженер-механік.
Був кандидатом у депутати Верховної Ради України IX скликання на позачергових виборах 2019 року від політичної партії «Українська стратегія Гройсмана» за № 16 у партійному списку.
На місцевих виборах 2020 року набрав рекордну серед усіх обраних депутатів кількість голосів виборців: 6668, що становило 115 % квоти.
Обраний депутатом Закарпатської обласної ради VIII скликання від Закарпатської обласної організації політичної партії «Рідне Закарпаття».
Уповноважена особа депутатської фракції «Рідне Закарпаття».
З 25 листопада 2021 року входить до складу постійної комісії обласної ради з питань бюджету.
З 2021 до листопада 2024 — перший заступник голови Закарпатської обласної державної адміністрації.
З 9 вересня  до 8 листопада 2024 року — т.в.о. голови Закарпатської обласної державної адміністрації.
З 8 листопада 2024 року — голова Закарпатської обласної державної адміністрації.
Мирослав Білецький пропагує здоровий спосіб життя, виступає учасником та співорганізатором напів марафонів на Закарпатті.